# نقطة تفرد غودزيلا
نقطة تفرد غودزيلا (باليابانية: ＜ゴジラ S.P ＜シンギュラポイント، بالروماجي: Godzilla Singular Point) مسلسل أنمي تلفزيوني ياباني بإنتاج مشترك بين ستوديو بونز وستوديو أورانج، من إخراج «أتسوشي تاكاهاشي»، تحمل نتفليكس ترخيص لعرضه مترجماً باللغة الإنجليزية، عرض على تلفزيون طوكيو بين 1 أبريل و24 يونيو عام 2021، وعرض مبكرًا بإسبوع يوم 25 مارس 2021 على منصفة نتفليكس اليابان.

## لمحة القصة
تدور القصة حول العبقريان الباحثة الشابة «ميه كامينو» والمهندس «يون اريكاوا»، والذين يواجهون تهديداً غير مسبوق مع شركائهم.
سيضم الأنمي كايجو (وحوشاً) متعددة من مشاريع غودزيلا الأصلية سلسلة شووا، مثل (رودان [الإنجليزية] أنغيراس [الإنجليزية]، وجيت جاغوار، تيتانوصورس [الإنجليزية]، وغابارا) بالإضافة وحوش أخرى.

## الشخصيات
ميه كامينو (神野銘، Kamino Mei)
أداء صوتي: يومي مياموتو
يون أريكاوا (有川ユン، Arikawa Yun)
أداء صوتي: شويا إشيغي
هابيرو كاتو (加藤侍، Katō Haberu)
أداء صوتي: تارو كيكوتشي
غورو أوتاكي (大滝吾郎، Ōtaki Gorō)
أداء صوتي: واتارو تاكاغي
ساتومي كاناهارا (金原さとみ، Kanahara Satomi)
أداء صوتي: أياكو تاكيوتشي
بيرو إثنان (ペロ2، Pero Tsū)
أداء صوتي: ميساكي كونو
جونغ (ユング، Yungu)
أداء صوتي: ريي كوغيميا
شونيا ساتو (佐藤隼也، Satō Shunya)
أداء صوتي: يوهيه ازاكامي
تسونيتومو ياماموتو (山本常友، Yamamoto Tsunetomo)
أداء صوتي: جين أوراياما
يوكيه كانوكو (鹿子行江، Kanoko Yukie)
أداء صوتي: كوتوري كويواي
تاكيهيرو كاي (海建宏، Kai Takehiro)
أداء صوتي: كينيتشي سوزومورا
كييه لي (李桂英، Lee Keiei)
أداء صوتي: كاهو كودا
بايلر بارن "بي بي" (ベイラ・バーン　“BB”، Beira Bān-BB)
أداء صوتي: ريوتارو أوكيايو
رينا بارن (リーナ・バーン، Rīna Bān)
أداء صوتي: رونا أونوديرا
يوشياسو ماتسوبارا (松原美保، Matsubara Yoshiyasu)
أداء صوتي: تومويوكي شيمورا
ماكيتا كي. ناكاغاوا (マキタ・K・中川، Makita Kei Nakagawa)
أداء صوتي: هيروميتشي تيزوكا
تيلدا ميرا (ティルダ・ミラー، Tiruda Mirā)
أداء صوتي: ماساكو إسوبيه
مايكل ستيفن (マイケル・スティーブン، Maikeru Sutībun)
أداء صوتي: كينتا مياكي

## إعلام

### الأنمي
في 6 أكتوبر 2020، أعلنت كل من توهو أنيمشن ونتفليكس عن خطة لإنتاج سلسلة أنمي حول شخصية الوحش غودزيلا الأيقوني، بعنوان «نقطة تفرد غودزيلا» من 13 حلقة ليصدر خلال عام 2021، تم تنفيذ الأنمي من قبل إستوديو بونز بالشراكة مع أورانج بنظام رسم يدوري وحاسوبي معاً، إخراج الانمي من قبل «اتسوشي تاكاهاشي»، والنصوص من تأليف وكتابة توو إينجو [الإنجليزية]، وألحان الموسيقى من قبل كان ساوادا.
تولى «كازويه كاتو» (مؤلف مانغا صاحب التعاويذ الأزرق) تصميم شخصيات الأنمي مع الرسام السابق من إستوديو غيبلي «إيجي يامامورا» في تصميم الوحوش، أغنية النهاية والتي بعنوان «أزرق؛青い» تم تأديتها من قبل فرقة الروك اليابانية بولكادوت ستينغراي [الإنجليزية].
بدأ عرض الأنمي من قبل نتلفيكس اليابان يوم 25 مارس 2021، بينما بدأ عرض تلفزيونياً بين 1 أبريل و24 يونيو 2021.

#### قائمة الحلقات
| ر. الإجمالي  | العنوان                         | العنوان الياباني كانجي وروماجي          | المخرج                                     | الكاتب    | العنوان الإنجليزي (أ) | تاريخ العرض الأصلي |
| ------------ | ------------------------------- | --------------------------------------- | ------------------------------------------ | --------- | --------------------- | ------------------ |
| 1            | «طريق العودة البعيد»            | はるかなるいえじ ( Haruka Naru Ieji)    | نوريوكي نوماتا تاكوما سوزوكي               | توه إينجو | ثالوث                 | 1 أبريل 2021 (ب)   |
| 2            | «مهرجان وحش منتصف الصيف»        | まなつおにまつり ( Manatsu Oni Matsuri) | دايسُكي تسوكوشي تاكوما سوزوكي               | توه إينجو | مَرِح                   | 8 أبريل 2021       |
| 3            | «رعب نوباي»                     | のばえのきょうふ ( Nobae no Kyōfu)      | نوريوكي نوماتا تاكوما سوزوكي               | توه إينجو | نمري (متوحش)          | 15 أبريل 2021      |
| 4            | «المستقبل غير المنظور»          | まだみぬみらいは ( Mada Minu Mirai wa)  | تسويوشي توبيتا تاكوما سوزوكي               | توه إينجو | متسكع                 | 22 أبريل 2021      |
| 5            | «خفيف كالرياح»                  | はやきことかぜの ( Hayaki Koto Kaze no) | ساتوشي ناكاغاوا تاكوما سوزوكي              | توه إينجو | عالم نظري             | 29 أبريل 2021      |
| 6            | «رفم غير نظري»                  | りろんなきすうじ ( Riron Naki Sūji)     | دايسُكي تسوكوشي تاكوما سوزوكي شوجي مِياهارا  | توه إينجو | مؤكد                  | 6 مايو 2021        |
| 7            | «علامة إستفهام الوقت»           | じかんのぎもんふ ( Jikan no Gimonfu)    | دايسُكي تسوكوشي تاكوما سوزوكي شوجي مِياهارا  | توه إينجو | المتحكم بالكون        | 13 مايو 2021       |
| 8            | «كيان شبحي»                     | まぼろしのすがた (Maboroshi no Sugata)  | نوريوكي نوماتا تاكوما سوزوكي شوجي مِياهارا  | توه إينجو | تطعيم                 | 20 مايو 2021       |
| 9            | «هؤلاء الذين هزموا»             | たおれゆくひとの (Taore Yuku Hito no)   | داسُكي تشيبا تاكوما سوزوكي أتسوشي تاكاهاشي  | توه إينجو | إندفاع                | 27 مايو 2021       |
| 10           | «مبادئ الميكانيك»               | りきがくのげんり (Rikigaku no Genri)    | غيسيه موريتا تاكوما سوزوكي أتسوشي تاكاهاشي | توه إينجو | تشفير                 | 3 يونيو 2021       |
| 11           | «ورقة نوتات موسيقية غير طبيعية» | りふじんながくふ (Rifujin na Gakufu)    | سون سونغهي تاكوما سوزوكي                   | توه إينجو | إعادة الإنطلاق        | 10 يونيو 2021      |
| 12           | «نهاية المعركة»                 | たたかいのおわり (Tatakai no Owari)     | نوريوكي نوماتا ناو ميوشي تاكوما سوزوكي     | توه إينجو | مستطلع                | 17 يونيو 2021      |
| 13 (الأخيرة) | «بداية الإثنان»                 | はじまりのふたり (Hajimari no Futari)   | أتسوشي تاكاهاشي                            | توه إينجو | معًا                   | 24 يونيو 2021      |

## هامش
- أ: عنوان النسخة الإنجليزية للحلقة يختلف عن العنوان الياباني الأصلي.
- ب: بدأ عرض السلسلة في اليابان من قبل نتفليكس يوم 25 مارس 2021، أي قبل أسبوع من عرضها تلفزيونياً.[6]